# Argentat
Argentat ist eine Ortschaft und eine Commune déléguée in der französischen Gemeinde Argentat-sur-Dordogne mit 2.723 Einwohnern (Stand 1. Januar 2022) im Département Corrèze in der Region Nouvelle-Aquitaine. 
Die Gemeinde Argentat schloss sich am 1. Januar 2017 mit Saint-Bazile-de-la-Roche zur neuen Gemeinde Argentat-sur-Dordogne zusammen.

## Geografische Lage
Argentat liegt am Übergang der Route nationale 120 über die Dordogne, in geschützter, klimatisch begünstigter Tallage. Über die N120 sind die Städte Brive-la-Gaillarde in westnordwestlicher Richtung und Aurillac in ostsüdöstlicher Richtung, jeweils in rund 30 km Entfernung zu erreichen. Zwei Kilometer oberhalb von Argentat staut ein Damm, der Barrage d’Argentat, den Fluss. 21 km flussabwärts befindet sich der reizvolle und historisch interessante Ort Beaulieu-sur-Dordogne mit seiner ehemaligen Benediktinerabtei. Die Präfektur des Départements Tulle befindet sich rund 35 Kilometer leicht nordwestlich. Die Gemeinde liegt am westlichen Rand der Xaintrie.
Nachbargemeinden der Gemeinde Argentat waren Saint-Bazile-de-la-Roche im Norden, Saint-Martial-Entraygues im Nordosten, Hautefage im Osten, La Chapelle-Saint-Géraud im Süden, Monceaux-sur-Dordogne im Südwesten, Neuville und Saint-Chamant im Westen sowie Saint-Bonnet-Elvert im Nordwesten.

## Wappen
Beschreibung: In Blau zwei gegengewendete, die Bärte zum Schildhaupt zeigend, silberne Schlüssel pfahlgestellt.

## Bevölkerung
Mit 2977 Einwohnern (Stand 1. Januar 2014) gehörte Argentat zu den größeren Gemeinden des Départements Corréze.

### Bevölkerungsentwicklung
| Jahr                       | 1962 | 1968 | 1975 | 1982 | 1990 | 1999 | 2009 | 2017 |
| Einwohner                  | 3196 | 3256 | 3371 | 3234 | 3189 | 3125 | 3052 | 2874 |
| Quellen: Cassini und INSEE |      |      |      |      |      |      |      |      |

## Geschichte
Argentat entwickelte sich im 16. und 17. Jahrhundert zu einem wohlhabenden Städtchen. Wirtschaftliche Grundlage dieses Wohlstands war der Transport von Eichenholz für die Produktion von Weinfässern nach Bergerac.
Die Gemeinde Argentat schloss sich am 1. Januar 2017 mit Saint-Bazile-de-la-Roche zur neuen Gemeinde Argentat-sur-Dordogne zusammen.

## Sehenswürdigkeiten
- Grave de Roland ein neolithischer Menhir in akzeptablem Zustand[1].
- Das am Ufer der Dordogne gelegene Städtchen beherbergt ein Ensemble hübscher Bürger- und Fischerhäuser in der Ortsmitte und am Flussufer.

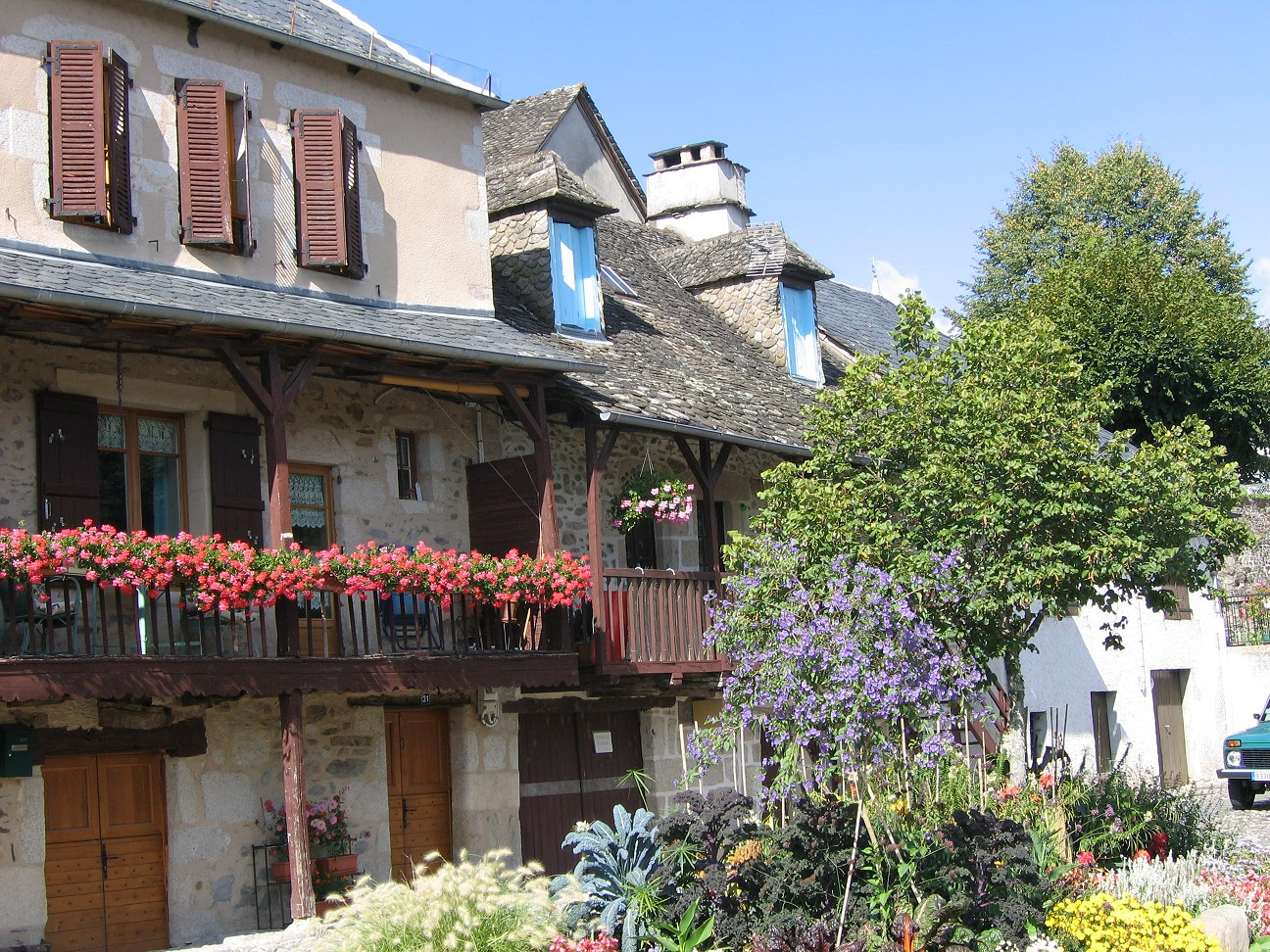
Fischerhäuser
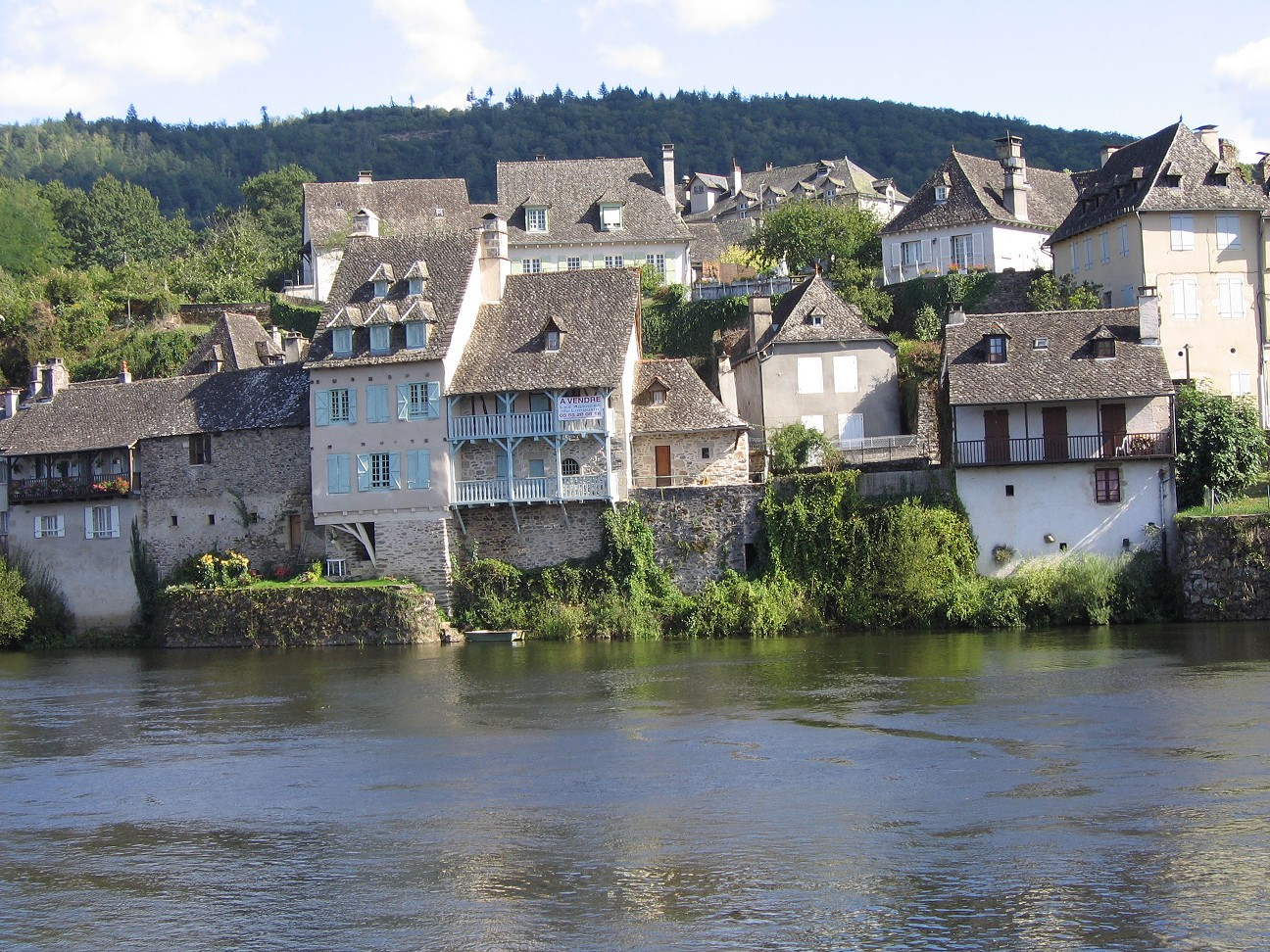
Linkes Flussufer
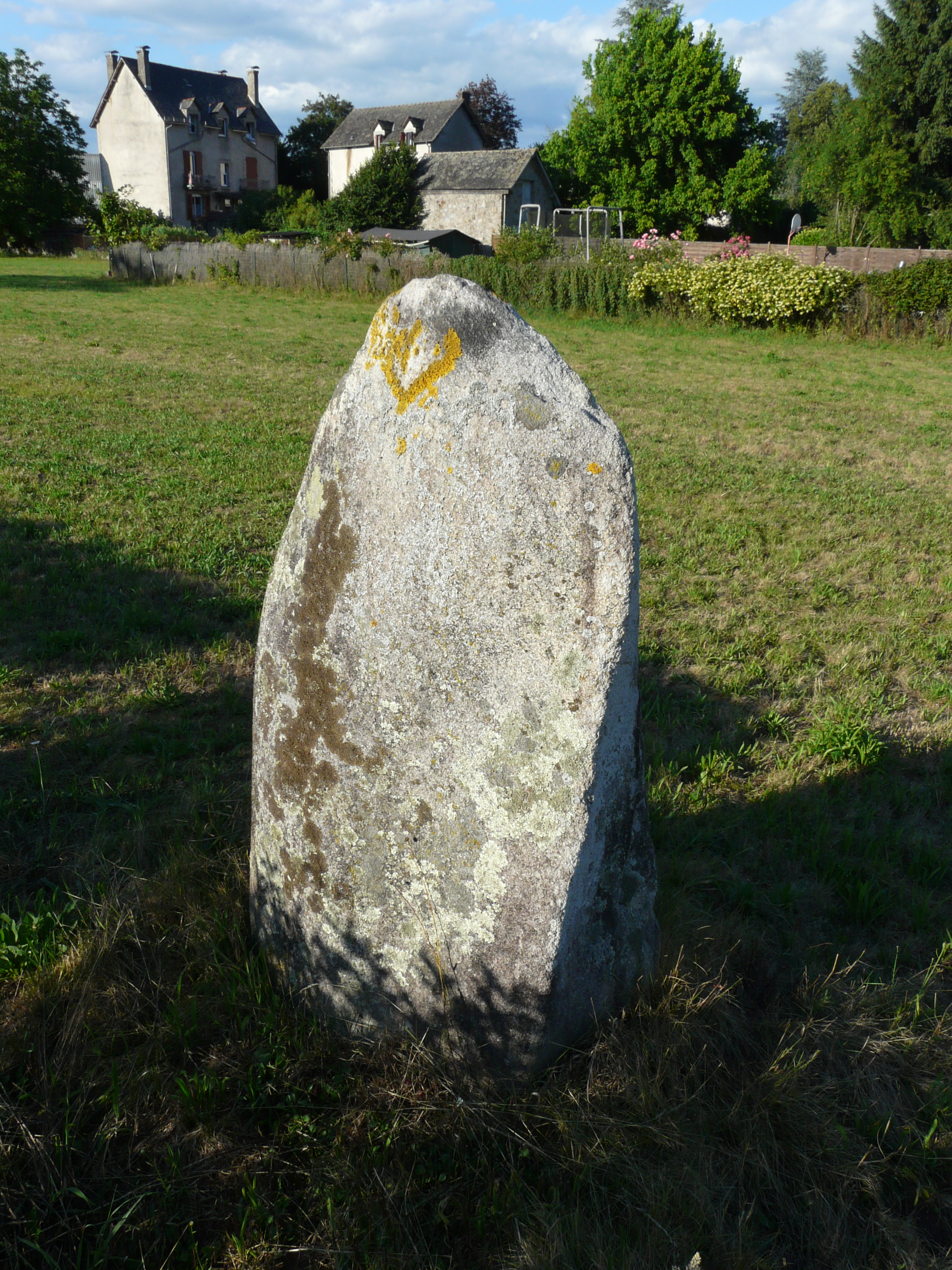
Menhir Grave de Roland
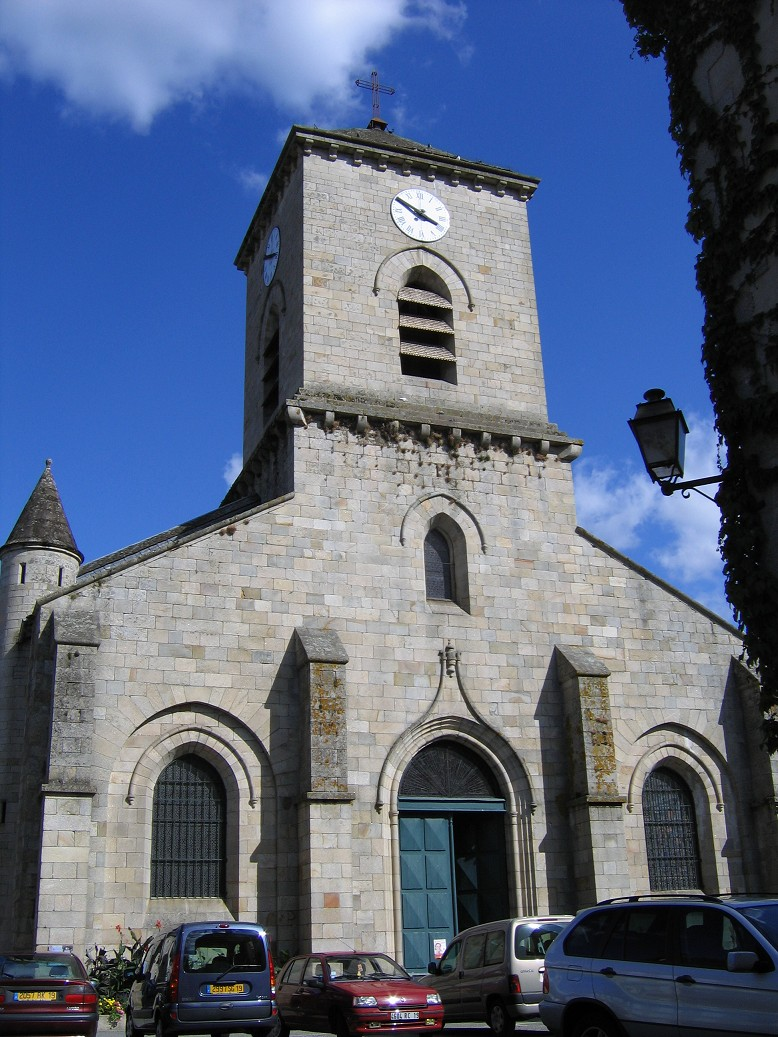
Kirche St. Pierre
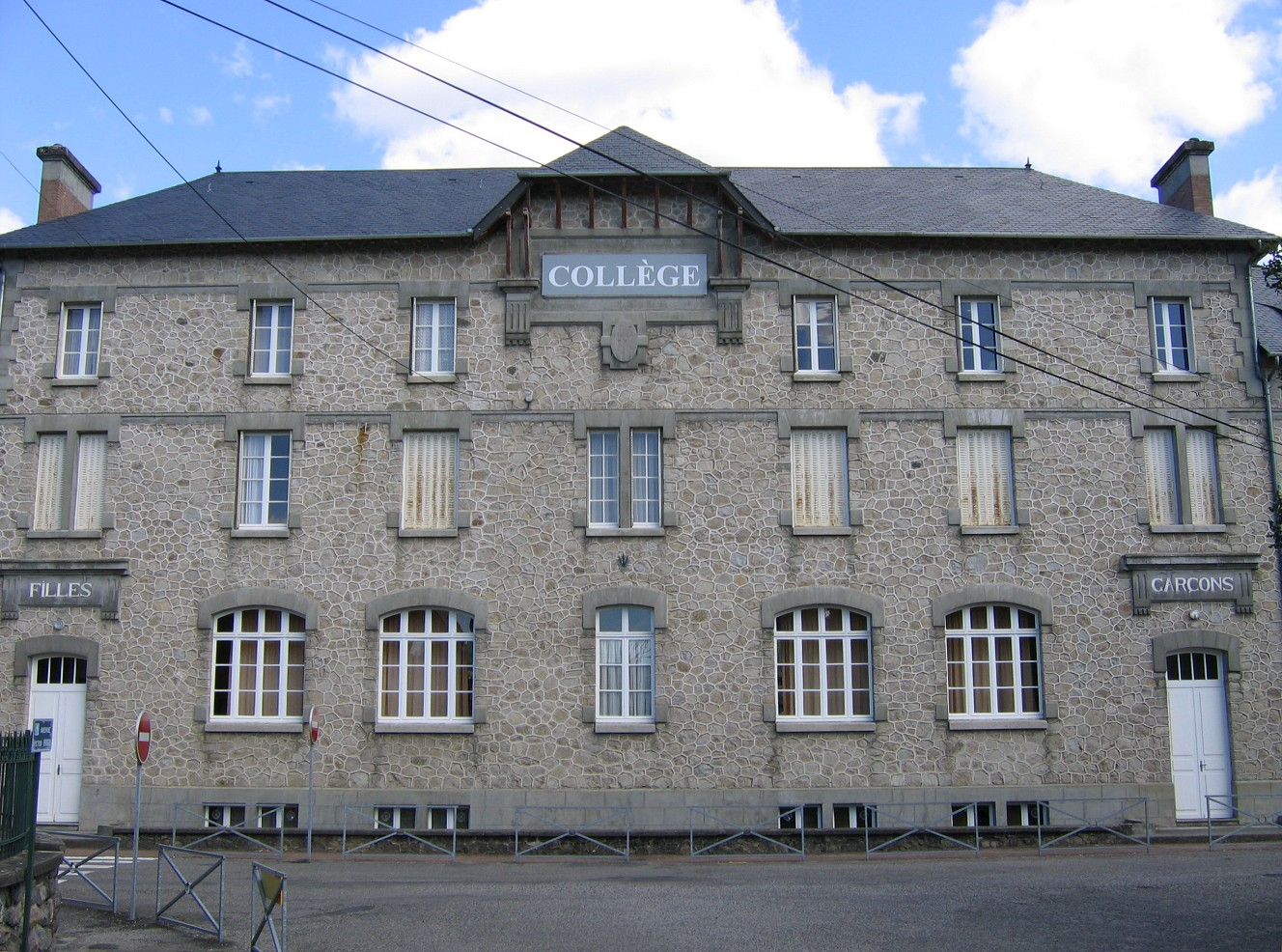
Schule mit ehemaligen getrennten Eingängen für Mädchen und Jungen

### Barrage d’Argentat
Die Talsperre von Argentat dient als Wasserkraftwerk. Sie ist die fünfte einer ganzen Reihe von Talsperren am Oberlauf der Dordogne. Die Staumauer ist 35 m hoch und 190 m lang. Die Maschinen des Kraftwerks sind die gleichen wie diejenigen im Gezeitenkraftwerk Rance in der Bretagne. Der Damm diente seinerzeit auch zur Erprobung dieses neuen Maschinentyps.

## Städtepartnerschaft
Argentat pflegt seit 1982 eine Partnerschaft mit der deutschen Stadt Bad König im Odenwald.

## Belege
1. ↑  http://www.t4t35.fr/Megalithes/AfficheSite.aspx?Projet=France&IDSite=MHGR03-2